# 延享
延享是日本的年號之一。在寬保之後、寬延之前。指1744年到1748年的期間。這個時代的天皇是櫻町天皇、桃園天皇。江戶幕府的將軍是德川吉宗、德川家重。

## 改元
- 寬保4年2月21日（公元1744年4月3日） 基於讖緯説，為甲子革令而改元
- 延享5年7月12日（公元1748年8月5日） 改元為寬延

## 出典
出自《藝文類聚》的「聖主壽延、享祚元吉」。

## 延享年間要事
- 3年8月　『菅原傳授手習鑑』（人形淨瑠璃）　於大坂・竹本座首演。
- 4年11月　『義經千本櫻』（人形淨瑠璃）　同上。

### 逝世
- 元年石田梅岩
- 3年松平乘邑（江戸幕府老中 享壽60）、富永仲基（享年31）

## 西元對照表
| 延享 | 元年   | 2年    | 3年    | 4年    | 5年    |
| ---- | ------ | ------ | ------ | ------ | ------ |
| 西元 | 1744年 | 1745年 | 1746年 | 1747年 | 1748年 |
| 干支 | 甲子   | 乙丑   | 丙寅   | 丁卯   | 戊辰   |

## 相關項目
| 前一年號： 寬保 | 日本年號 | 下一年號： 寬延 |